# Hammelbach

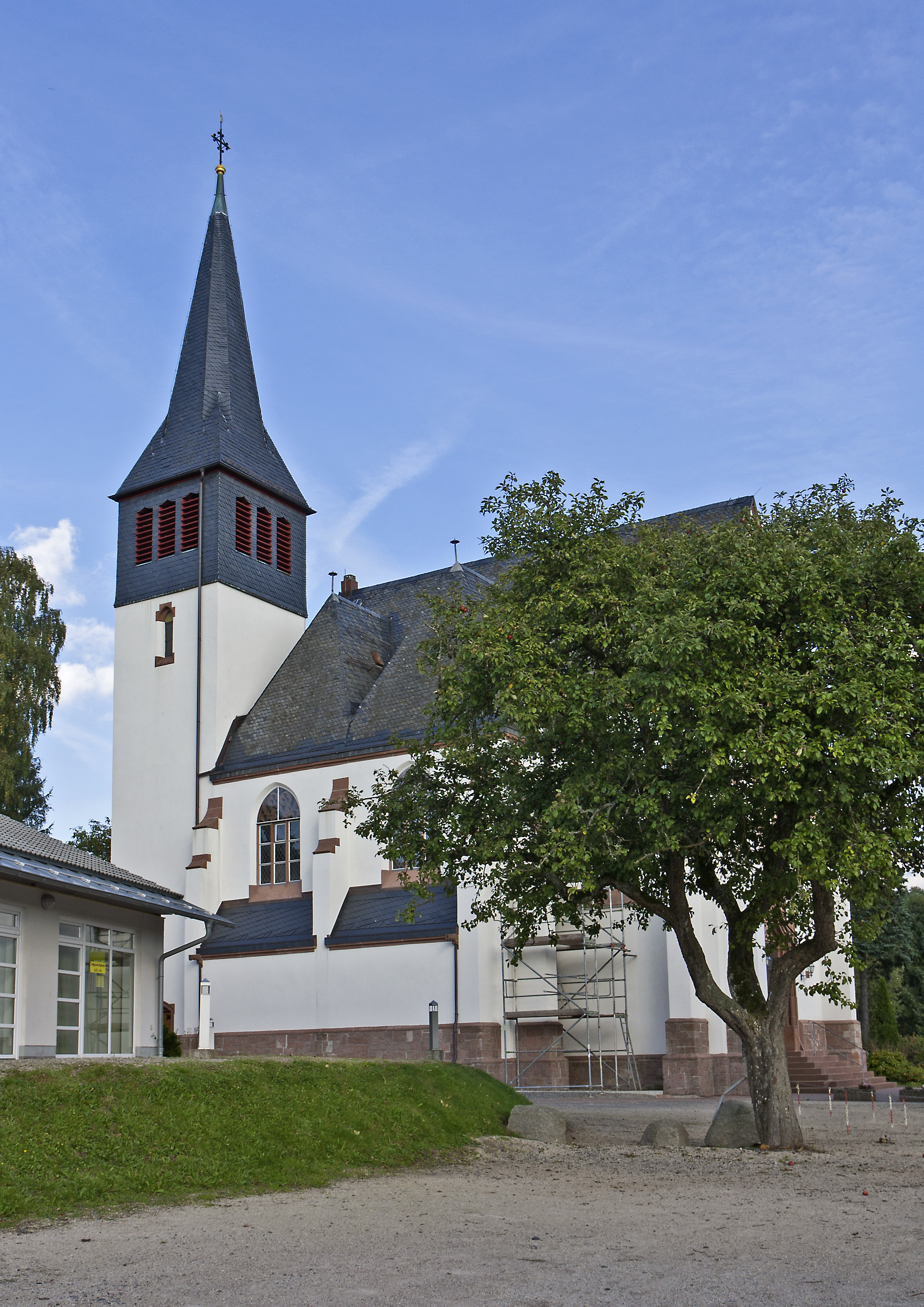
Katholische Kirche

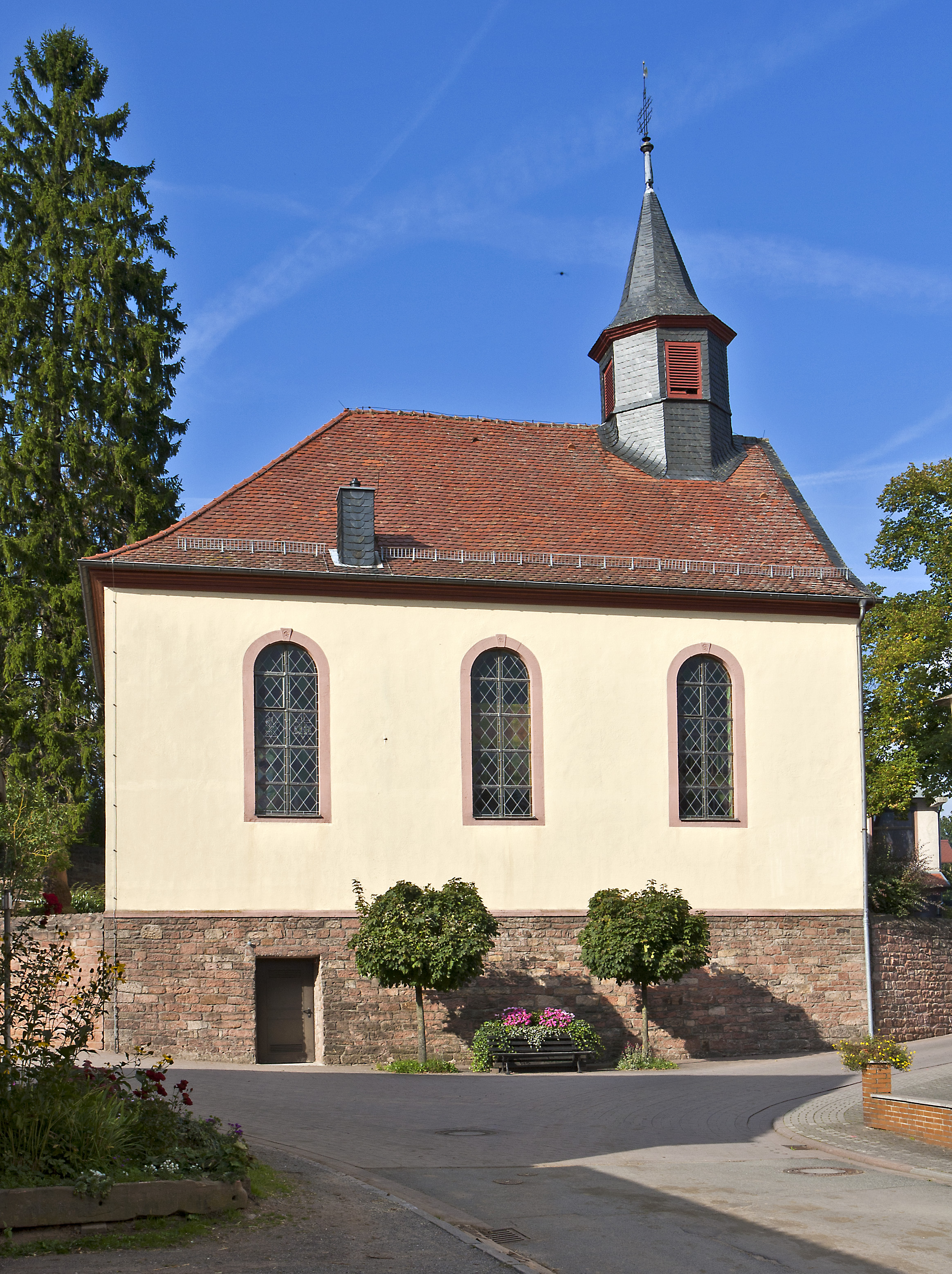
Evangelische Kirche

Hammelbach ist größter und ältester Ort sowie Sitz der Gemeindeverwaltung der Gemeinde Grasellenbach im südhessischen Landkreis Bergstraße und ein anerkannter Luftkurort.

## Geographie
Hammelbach liegt ca. 14 km östlich vom Heppenheim auf 438 m ü. NHN im Odenwald auf der Passhöhe zwischen dem Weschnitztal im Norden und dem Ulfenbachtal im Süden und ist somit eines der nördlichen Tore zu der Region Überwald. Die Ortslage befindet sich auf 415 bis 480 m ü. NHN. Die Quellen der beiden Flussläufe liegen in unmittelbarer Nähe der Ortslage. Der Oberlauf des Ulfenbachs von Hammelbach bis Wahlen ist auch unter dem Namen Hammelbach bekannt. Das Gebiet des Ortsteils besteht aus der Gemarkung Hammelbach mit einer Fläche von 746 Hektar, davon sind 347 Hektar Wald. Die Gemarkung erstreckt sich vom 536 Meter hohen Wagenberg im Westen nach Osten über den 507 Meter hohen Weihwesel, die Gaßbach und die Krumme Tanne bis zum Hirschbrunnen und zum Jagdhaus Hirschwiese nördlich von Gras-Ellenbach.
In der Gemarkung liegen die folgenden aktuellen bzw. historischen Siedlungsplätze:
- Hof Gaßbach[5]
- Hilsingshof[6]
- Hof In der Aberst[7]
- Jagdhaus Hirschwiese[8]
- Langklingerhof[9]
- Schardhof[10]

An den Ortsteil Hammelbach grenzen, von Norden beginnend, im Uhrzeigersinn, die Fürther Ortsteile Brombach und Weschnitz, im Westen der Mossautaler Ortsteil Hiltersklingen sowie der Ortsteil Gras-Ellenbach, im Süden  die Ortsteile Litzelbach und Scharbach und im Westen die Kerngemeinde Rimbach und Fürth-Fahrenbach.

## Geschichte

### Überblick
Die früheste bekannte Erwähnung Hammelbachs erfolgte 1324, als König Ludwig IV. den Brüdern Dietmar und Hartwig Kreis von Lindenfels erlaubte, die Pfandschaft des von ihm an Siegfried Pavay verpfändeten Dorfes zu lösen.
Während der Reformation wurde der Ort vorwiegend evangelisch und erhielt eine reformierte Pfarrei. Am Ende des Dreißigjährigen Kriegs (1648) dürfte der Ort, wie viele Gebiete der Kurpfalz, fast menschenleer gewesen sein.
Unter Pfälzer Herrschaft gehörte der Ort bis 1803 zum Oberamt Lindenfels und kam dann infolge des Reichsdeputationshauptschlusses, der die Auflösung der Kurpfalz verfügte, an die Landgrafschaft Hessen-Darmstadt. Dort wurde er ab 1821 durch den Landratsbezirk Lindenfels verwaltet, wobei die Bürgermeisterei auch für die Orte Grasellenbach, teilweise Hiltersklingen, Litzelbach und Oberscharbach, zuständig war. Über mehrere Verwaltungsreformen in Hessen gelangte der Ort schließlich 1938 zum heutigen Landkreis Bergstraße. Am 31. Dezember 1971 schlossen sich im Rahmen der Gebietsreform in Hessen die bis dahin selbstständigen Gemeinden Hammelbach, Gras-Ellenbach und Wahlen zur neuen Gemeinde Grasellenbach zusammen.

### Verwaltungsgeschichte
Hammelbach entstand im Gebiet der ehemaligen Mark Heppenheim, die ein Verwaltungsbezirk des Frankenreichs war. Am 20. Januar 773 schenkte Karl der Große die Stadt Heppenheim nebst der Mark Heppenheim dem Reichskloster Lorsch. 1232 wurde Lorsch dem Erzbistum Mainz unterstellt. Nach langen Streitigkeiten konnten sich die Kurpfalz und das Erzbistum Mainz Anfang des 14. Jahrhunderts über das Erbe aus dem Lorscher Abtei einigen und die Pfälzer Teile wurden durch die Amtsvogtei Lindenfels verwaltet.
Die früheste bekannte Erwähnung von Hammelbach erfolgte 1324, als König Ludwig IV. den Brüdern Dietmar und Hartwig Kreis von Lindenfels erlaubte, die Pfandschaft des von ihm an Siegfried Pavay verpfändeten Dorfes zu lösen. Unter anderem findet Hammelbach weitere Erwähnung als:
- 1357 – Pfalzgraf Ruprecht I. dem Dietmar Kreis von Lindenfels ein Wittum auf das Dorf von 100 Mark Silber für seine Ehefrau Else Kreis v. Lindenfels, geb. Landschad von Steinach genehmigte.
- 1392 – Landschad von Steinach nach kurzer Rückgabe erneut die Pfandschaft über das Dorf Hammelbach von Pfalzgraf Ruprecht II. erhielt.
- 1398 – Ruprecht II. (Pfalz) den Schenken Eberhard von Erbach mit zwei Teilen des Zehnten am Dorf belehnte. Es bestand zu dieser Zeit aus sechs Huben und zwei Hofstätten.
- 1443 – Pfalzgraf Ludwig IV. den Schenken Konrad von Erbach ebenfalls mit zwei Teilen des Zehnten belehnte.
- 1488 – Die meisten Rechte an dem Dorf fielen wieder an die Pfalzgrafen zurück, nur die Frondienste haben der Pfalzgraf und die Landschaden von Steinach noch gemeinsam.
- 1509 – Der Schenk Eberhard von Erbach trat seinen Teil des Zehnten mit anderen Rechten im Tausch gegen das Dorf Hetzbach bei Beerfelden an den Pfalzgrafen ab.

Aus dem Jahr 1568 wurde berichtet, dass Hammelbach kurpfälzisches Eigentum war und in die Hammelbacher bzw. Eicher Zent gehörte; Hohe- und Niedere Gerichtsbarkeit, Gebot und Verbot standen den Pfalzgrafen zu. Vom Zehnten bezogen jetzt zwei Drittel die kurpfälzische Hofkammer und ein Drittel der Propst des ehemaligen Klosters Losch.
In den Anfängen der Reformation sympathisierten die pfälzischen Herrscher offen mit dem lutherischen Glauben, aber erst unter Ottheinrich, Kurfürst von 1556 bis 1559, erfolgte der offizielle Übergang zur lutherischen Lehre. Danach wechselten seine Nachfolger und gezwungenermaßen auch die Bevölkerung mehrfach zwischen der lutherischen, reformierten und calvinistischen Religion.
Weitere Belege über Hammelbach ergeben für das Jahr 1613, dass das Zentgericht in Hammelbach gehalten wurde, während Oberhof das Hofgericht zu Heidelberg war. Weiterhin wurden vier offene Rugegerichte im Jahr durch die Kurpfalz gehalten. Es gab 21 Hausgesäße, 15 leibeigene Männer und 17 Frauen sowie 9 1/4 Huben.
Nach dem Verzeichnisse von 1784 lebten damals 63 Familien mit 301 Seelen im Dorf, das zwei Kirchen, eine Schule und 37 Wohnhäuser besaß. Die Gemarkung bestand aus 140 Morgen Äckern, 116 Morgen Wiesen, 10 Morgen Gärten, 452 Morgen Weide und 585 Morgen Wald. Wald und Weide gehörten zu den Hubengütern. Es gab einen Kurfürstlichen Förster, der sowohl über diese, als auch über alle anderen Waldungen der Zent Wald-Michelbach und der Zent Hammelbach die Aufsicht hatte.
Bis 1737 unterstand das Amt Lindenfels dem Oberamt Heidelberg, danach wurde Lindenfels ein Oberamt. Hammelbach war innerhalb des Amtes Lindenfels Teil der Zent Hammelbach (auch Eicher, Affolderbacher oder Wahlheimer Zent genannt), während das Oberamt Teil der „Pfalzgrafschaft bei Rhein“ (im „Kurfürstentum Pfalzbayern“ ab 1777) war.
Mit dem Reichsdeputationshauptschluss von 1803 kam das Oberamt Lindenfels und mit ihm Hammelbach zur Landgrafschaft Hessen-Darmstadt, die 1806 von Napoleon zum Großherzogtum Hessen erhoben wurde. Das Oberamt Lindenfels wurde vorerst als hessische Amtsvogtei weitergeführt. Ab 1812 gehört Hammelbach dann zur Amtsvogtei Fürth. Im Jahre 1816 wurden im Großherzogtum Provinzen gebildet. Dabei wurde das vorher als „Fürstentum Starkenburg“ bezeichnete Gebiet, das aus den südlich des Mains gelegenen alten hessischen und den ab 1803 hinzugekommenen rechtsrheinischen Territorien bestand, in „Provinz Starkenburg“ umbenannt. 1821 wurden im Rahmen einer umfassenden Verwaltungsreform die Amtsvogteien in den Provinzen Starkenburg und Oberhessen des Großherzogtums aufgelöst und Landratsbezirke eingeführt, wobei Hammelbach zum Landratsbezirk Lindenfels kam. Im Rahmen dieser Reform wurden auch Landgerichte geschaffen, die jetzt unabhängig von der Verwaltung waren. Deren Gerichtsbezirke entsprachen in ihrem Umfang den Landratsbezirken. Für den Landratsbezirk Lindenfels war das Landgericht Fürth als Gericht erster Instanz zuständig.
Diese Reform ordnete auch die Verwaltung auf Gemeindeebene. So war die Bürgermeisterei in Hammelbach auch für Grasellenbach, teilweise Hiltersklingen, Litzelbach und Oberscharbach, zuständig. Entsprechend der Gemeindeverordnung vom 30. Juni 1821 gab es keine Einsetzungen von Schultheißen mehr, sondern einen gewählten Ortsvorstand, der sich aus Bürgermeister, Beigeordneten und Gemeinderat zusammensetzte.
1832 wurden die Verwaltungseinheiten weiter vergrößert und es wurden Kreise geschaffen. Nach der am 20. August 1832 bekanntgegebenen Neugliederung sollte es in Süd-Starkenburg künftig nur noch die Kreise Bensheim und Lindenfels geben; der Landratsbezirk von Heppenheim sollte in den Kreis Bensheim fallen. Noch vor dem Inkrafttreten der Verordnung zum 15. Oktober 1832 wurde diese aber dahingehend revidiert, dass statt des Kreises Lindenfels neben dem Kreis Bensheim der Kreis Heppenheim als zweiter Kreis gebildet wurde, zu dem jetzt Hammelbach gehörte.
Am 31. Juli 1848 wurden in den Provinzen die Kreise und die Landratsbezirke des Großherzogtums abgeschafft und durch „Regierungsbezirke“ ersetzt, wobei die bisherigen Kreise Bensheim und Heppenheim zum Regierungsbezirk Heppenheim vereinigt wurden. Bereits vier Jahre später, im Laufe der Reaktionsära, kehrte man aber zur Einteilung in Kreise zurück und Hammelbach wurde Teil des neu geschaffenen Kreises Lindenfels.
Die im Dezember 1852 aufgenommenen Bevölkerungs- und Katasterlisten ergaben für Hammelbach: Ein Marktflecken mit 1029 Einwohnern. Die Gemarkung besteht aus 2986 Morgen, davon 1288 Morgen Ackerland, 320 Morgen Wiesen und 1270 Morgen Wald. Zu Hammelbach gehört der der Schardhof auf der Tromm.
In den Statistiken des Großherzogtums Hessen werden, bezogen auf Dezember 1867, für das Markflecken Hammelbach mit eigener Bürgermeisterei, 117 Häuser, 946 Einwohnern, der Kreis Lindenfels, das Landgericht Fürth, die evangelische reformierte Pfarrei Hammelbach des Dekanats Lindenfels und die katholische Pfarrei Wald-Michelbach des Dekanats Heppenheim, angegeben. Die Bürgermeisterei war außerdem für den Schadhof auf der Tromm (ein Haus, 10 Einw.), den Weiler Gasbach (3 Häuser, 20 Einw.) und das Dorf Lützelbach (11 Häuser, 72 Einw.) zuständig.
1874 wurden eine Anzahl von Verwaltungsreformen durchgeführt. So wurden die landesständige Geschäftsordnung sowie die Verwaltung der Kreise und Provinzen durch Kreis- und Provinzialtage geregelt. Die Neuregelung trat am 12. Juli 1874 in Kraft und verfügte auch die Auflösung der Kreise Lindenfels und Wimpfen und die Wiedereingliederung von Hammelbach in den Kreis Heppenheim.
Die hessischen Provinzen Starkenburg, Rheinhessen und Oberhessen wurden 1937 nach der 1936 erfolgten Auflösung der Provinzial- und Kreistage aufgehoben. Zum 1. November 1938 trat dann eine umfassende Gebietsreform auf Kreisebene in Kraft. In der ehemaligen Provinz Starkenburg war der Kreis Bensheim besonders betroffen, da er aufgelöst und zum größten Teil dem Kreis Heppenheim zugeschlagen wurde. Der Kreis Heppenheim übernahm auch die Rechtsnachfolge des Kreises Bensheim und erhielt den neuen Namen Landkreis Bergstraße.
Im Jahr 1961 wurde die Gemarkungsgröße mit 746 ha angegeben, davon waren 346 ha Wald.
Zum 31. Dezember 1971 schlossen sich im Zuge der Gebietsreform in Hessen die bis dahin selbstständigen Gemeinden Wahlen, Hammelbach und Gras-Ellenbach freiwillig zur neuen Gemeinde Grasellenbach zusammen. Ortsbezirke nach der Hessischen Gemeindeordnung wurden nicht errichtet.
Verwaltungsgeschichte im Überblick
Die folgende Liste zeigt die Staaten und Verwaltungseinheiten, denen Hammelbach angehört(e):
- vor 1737: Heiliges Römisches Reich, Pfalzgrafschaft bei Rhein, Oberamt Heidelberg, Amt Lindenfels, Zent Hammelbach
- ab 1737: Heiliges Römisches Reich, Pfalzgrafschaft bei Rhein, Oberamt Lindenfels, Zent Hammelbach
- ab 1777: Heiliges Römisches Reich, Kurfürstentum Pfalzbayern, Pfalzgrafschaft bei Rhein, Oberamt Lindenfels, Zent Hammelbach
- ab 1803: Heiliges Römisches Reich, Landgrafschaft Hessen-Darmstadt,[Anm. 2] Fürstentum Starkenburg, Amt Lindenfels
- ab 1806: Großherzogtum Hessen,[Anm. 3] Fürstentum Starkenburg, Amt Lindenfels
- ab 1812: Großherzogtum Hessen, Fürstentum Starkenburg, Amt Fürth
- ab 1815: Großherzogtum Hessen[Anm. 4], Provinz Starkenburg, Amt Fürth
- ab 1821: Großherzogtum Hessen, Provinz Starkenburg, Landratsbezirk Lindenfels[Anm. 5]
- ab 1832: Großherzogtum Hessen, Provinz Starkenburg, Kreis Heppenheim
- ab 1848: Großherzogtum Hessen, Regierungsbezirk Heppenheim
- ab 1852: Großherzogtum Hessen, Provinz Starkenburg, Kreis Lindenfels
- ab 1871: Deutsches Reich,[Anm. 6] Großherzogtum Hessen, Provinz Starkenburg, Kreis Lindenfels
- ab 1874: Deutsches Reich, Großherzogtum Hessen, Provinz Starkenburg, Kreis Heppenheim
- ab 1918: Deutsches Reich, Volksstaat Hessen,[Anm. 7] Provinz Starkenburg, Kreis Heppenheim
- ab 1938: Deutsches Reich, Volksstaat Hessen, Landkreis Bergstraße[27][Anm. 8]
- ab 1945: Amerikanische Besatzungszone,[Anm. 9] Groß-Hessen, Regierungsbezirk Darmstadt, Landkreis Bergstraße
- ab 1946: Amerikanische Besatzungszone, Land Hessen, Regierungsbezirk Darmstadt, Landkreis Bergstraße
- ab 1949: Bundesrepublik Deutschland, Land Hessen, Regierungsbezirk Darmstadt, Landkreis Bergstraße
- ab 1972: Bundesrepublik Deutschland, Land Hessen, Regierungsbezirk Darmstadt, Landkreis Bergstraße, Gemeinde Grasellenbach[Anm. 10]

### Gerichte in Hessen
In der Landgrafschaft Hessen-Darmstadt wurde mit Ausführungsverordnung vom 9. Dezember 1803 das Gerichtswesen neu organisiert. Für das Fürstentum Starkenburg wurde das „Hofgericht Darmstadt“ als Gericht der zweiten Instanz eingerichtet. Die Rechtsprechung der ersten Instanz wurde durch die Ämter bzw. Standesherren vorgenommen. Für Hammelbach war damit das Amt Lindenfels zuständig. Ab 1813 war dann das neu gebildete Justizamt in Fürth die erste Instanz. Mit Bildung der Landgerichte im Großherzogtum Hessen war ab 1821 das Landgericht Fürth das Gericht erster Instanz. Anlässlich der Einführung des Gerichtsverfassungsgesetzes mit Wirkung vom 1. Oktober 1879, infolge derer die bisherigen großherzoglich hessischen Landgerichte durch Amtsgerichte an gleicher Stelle ersetzt wurden, während die neu geschaffenen Landgerichte nun als Obergerichte fungierten, kam es zur Umbenennung in Amtsgericht Fürth und Zuteilung zum Bezirk des Landgerichts Darmstadt.

### Historische Beschreibungen
Im Versuch einer vollständigen Geographisch-Historischen Beschreibung der Kurfürstl. Pfalz am Rheine findet sich 1786 über Hammelbach:

„Hammelbach, Ein mittelmäsiges Dorf, zwo Stunden von der Oberamts-Stadt Lindenfels südostwärts entlegen; gränzet gegen Ost an den Graflich-Erbachischen Hüttersklinger Wald; gegen Süd an Groß-Ellenbach: gegen West an Rimbach, so Erbachisch; sodann die mainzische Farnbach- und Fürter Waldung, der Wagenberg genannt; gegen Norden an die Gemarkung von Mitlechtern und Weschniz. Wie oben schon gemeldet ist, war dieses Dorf zu Lehen begeben. König Ludwig verpfändete aber solches nebst einem Hof zu Ellenbach an Syfrid von Pavoy Edelknecht für 215 Pfund Häller, welche Hertwich und Winmar Gebrüder Kreiß von Lindenfels im J. 1324 abgelöset, und dagegen in jenes Pfandrecht eingetretten sind. Pfalzgraf Ruprecht der ältere bewilligte im J. 1357, daß Hertwich Kreiß von Lindenfels seiner Ehefrau, Else Landschadin von Steinach, ein hundert Mark Silbers auf Hammelbach bewittmen möge. [...]
Im J. 1391 empfing Ulrich Landschad obgedachte Dörfer und Zehnten zu Mannlehen, dergestalt, daß wenn sie Kurpfalz lösen würde, er oder seine Erben das Geld wieder anlegen, und zu Mannleben auftragen sollten. Im folgenden Jahre stellte er Pfalzgrafen Ruprecht II. alle Briefe über Hammelbach, Linnenbach und Birkenau, Panzweiler die Vogtei, und Nuz zu Kocherbach und Lüzelnbach, dann den Zehnten zu Mörlenbach, die er Pfandweis ingehabt, zurück; gedachter Pfalzgraf versezte ihm aber noch im nämlichen Jahre besagte Dörfer und Zehnten von neuem um 600 fl. mit dem Bedinge, daß, wenn solche wieder erleget würden, Ulrich Landschad sie auf sein eigen Gut verweisen und ewig von der Pfalz zu Lehen empfangen sollte. In Folge der Zeit ward diese Pfandschaft abgelöset, und das Lehen heimfällig, mithin die Vogtei zu Hammelbach, mit der Kurpfälz. Oberherrlichkeit wieder vereiniget.

In dieses Dorfes Gemarkung entspringet die Weschniz, die schon in Karolinischen Zeiten Wisgoz genennet wird, und wegen des an ihrem Ufer gelegenen Klosters Lorsch genugsam bekannt ist. Sie nimmt im Odenwäldischen Gebirge viele kleine Bäche auf, kommt bei der Stadt Weinheim in die Fläche, flieset längs der Bergstraße nach Heppenheim und fällt bei der Festung Stein endlich in den Rhein.
Desgleichen entspringet in dieser Gemarkung aus zween Brunnen ein Bächlein, welches bei Wahlen in die Ulvenbach fällt; und endlich entstehet aus dem Hirschbrunn noch ein Bächlein, so nordostwärts laufet, und unterhalb Huttenlhal in die Mimling, sofort mit dieser sich bei Obernburg in den Mayn ergieset - ein deutlicher Beweiß, daß bei Hammelbach eine solche Höhe und Schneeschmelze sei, wodurch die vier alte Gauen, Wingartweibon, Mayn-, Rhein- und Lobdengau von einander geschieden werden. Durch das Dorf ziehet die aus dem Odenwalde nach Weinheim führende Landstraße, und oben vorbei die sogenannte hohe Straße. [...]
Die alte Kirche zu Hammelbach fiel in der Theilung den Katholischen zu. Weil aber die Anzahl dieser Glaubensgenossen zu klein gewesen, ist die Pfarrei nach Wald-Michelbach verleget worden. Dermalen dienet jene Kirche nur zu Kasualverrichtungen und soll vormals in das Wormser Bistum gehöret haben, wovon aber keine gewisse Nachricht, und eben
so wenig die Ursache bekannt ist, warum solche in jungern Zeiten zur Mainzer Diöces geschlagen worden. Die Reformirten haben sich auch eine Kirche aus gesammelten Beiträgen erbauet, und mit einem eigenen Prediger bestellet, der das Dorf Groß-Ellenbach mit zu versehen hat, und sonst unter dem Inspektor der Klasse Weinheim stehet. Am Zehnten beziehet die Kurpfälzische Hofkammer zwei, und die Kurmainzische wegen des Klosters Lorsch ein Drittel.“

Die Statistisch-topographisch-historische Beschreibung des Großherzogthums Hessen berichtet 1829 über Hammelbach:

„Hammelbach (L. Bez. Lindenfels) reform. Pfarrdorf; liegt am Abhange eines Bergs 2 St. von Lindenfels, hat 94 Häuser und 712 Einw., die bis auf 45 Luth. und 134 Kath. reform. sind, und unter diesen 19 Bauern, 50 Handwerker und 54 Taglöhner. Jährlich werden 2 Krämermärkte gehalten. In der Gemarkung entspringt die Weschnitz, auch befinden sich in derselben Sandsteinlager, die aber nicht benutzt werden. - Diesen Ort, der zu Lehen gegeben war, verpfändete Kaiser Ludwig nebst einem Hofe zu Ellenbach, an Syfried von Pavey, Edelknecht, um 215 Pfund Heller, welches Pfand Hartwich und Winmar, Gebrüder Kreiß von Lindenfels, 1324 abgelößt haben, wodurch sie in jenes Pfandrecht eingetreten sind. Ersterer, Hartwich Kreiß von Lindenfels, bewitthumte 1357 seine Gemahlin, Else Landschad von Steinach, mit 100 Mark Silber, auf Hammelbach. Im Jahr 1391 erhielt Ulrich Landschad diesen Ort lehenweise, und im folqenden Jahre vom Pfalzqrafen Ruprecht II. pfandweise. Jedoch wurde in der Folge diese Pfandschaft wieder ausgelöst, und die Vogtei mit Churpfalz wieder vereinigt. Bei der Kirchentheilung 1705 fiel die alte Kirche den Katholiken zu, es wurde aber, weil die Gemeinde zu klein war, die Pfarrei nach Waldmichelbach verlegt. Die Reformirten haben sich eine Kirche erbaut, und mit einem eigenen Pfarrer bestellt. Hammelbach kam 1802 von Churpfalz an Hessen.“

Im Neuesten und gründlichsten alphabetischen Lexicon der sämmtlichen Ortschaften der deutschen Bundesstaaten von 1845 heißt es:

„Hammelbach bei Lindenfels. — Marktflecken mit reformirter Pfarrkirche, hinsichtlich der kathol. zur Pfarrei Waldmichelbach gehörig. — 94 H. 712 E. — Großherz. Hessen. – Provinz Starkenburg. — Kreis Heppenheim. — Landgericht Fürth. — Hofger. Darmstadt. — Der Flecken Hammelbach, am Abhange eines Berges belegen, hat mehrere Handwerker und Ackerleute. Auch werden hier 2 Krammärkte gehalten. Die in der Gemarkung befindlichen Sandsteinlager werden nicht benutzt. Der Ort ist im Jahre 1802 von Churpfalz an Hessen abgetreten worden.“

## Bevölkerung

### Einwohnerstruktur 2011
Nach den Erhebungen des Zensus 2011 lebten am Stichtag dem 9. Mai 2011 in Hammelbach 1290 Einwohner. Darunter waren 63 (4,9 %) Ausländer.
Nach dem Lebensalter waren 201 Einwohner unter 18 Jahren, 504 zwischen 18 und 49, 288 zwischen 50 und 64 und 294 Einwohner waren älter.
Die Einwohner lebten in 534 Haushalten. Davon waren 159 Singlehaushalte, 177 Paare ohne Kinder und 153 Paare mit Kindern, sowie 33 Alleinerziehende und 9 Wohngemeinschaften. In 129 Haushalten lebten ausschließlich Senioren und in 354 Haushaltungen lebten keine Senioren.

### Einwohnerentwicklung
- 1568: 21 Hausgesessene[4]
- 1613: 21 Hausgesessene; Leibeigene: 15 Männer und 17 Frauen[4]
- 1784: 301 Seelen, 63 Familien, zwei Kirchen, eine Schule und 37 Wohnhäuser[15]
- 1806: 462 Einwohner, 56 Häuser[32]
- 1829: 712 Einwohner, 94 Häuser[29]
- 1867: 991 Einwohner, 123 Häuser[22]

| Hammelbach: Einwohnerzahlen von 1784 bis 2011 | Hammelbach: Einwohnerzahlen von 1784 bis 2011 | Hammelbach: Einwohnerzahlen von 1784 bis 2011 | Hammelbach: Einwohnerzahlen von 1784 bis 2011 | Hammelbach: Einwohnerzahlen von 1784 bis 2011 |
| --- | --------------------------------------------- | --------------------------------------------- | --------------------------------------------- | --------------------------------------------- |
| Jahr |                                               |                                               |                                               | Einwohner                                     |
| 1784 | 1784                                          |                                               | 301                                           | 301                                           |
| 1806 | 1806                                          |                                               | 452                                           | 452                                           |
| 1829 | 1829                                          |                                               | 712                                           | 712                                           |
| 1834 | 1834                                          |                                               | 742                                           | 742                                           |
| 1840 | 1840                                          |                                               | 931                                           | 931                                           |
| 1846 | 1846                                          |                                               | 1.022                                         | 1.022                                         |
| 1852 | 1852                                          |                                               | 1.029                                         | 1.029                                         |
| 1858 | 1858                                          |                                               | 1.025                                         | 1.025                                         |
| 1864 | 1864                                          |                                               | 1.028                                         | 1.028                                         |
| 1871 | 1871                                          |                                               | 1.047                                         | 1.047                                         |
| 1875 | 1875                                          |                                               | 1.096                                         | 1.096                                         |
| 1885 | 1885                                          |                                               | 1.094                                         | 1.094                                         |
| 1895 | 1895                                          |                                               | 962                                           | 962                                           |
| 1905 | 1905                                          |                                               | 936                                           | 936                                           |
| 1910 | 1910                                          |                                               | 923                                           | 923                                           |
| 1925 | 1925                                          |                                               | 769                                           | 769                                           |
| 1939 | 1939                                          |                                               | 649                                           | 649                                           |
| 1946 | 1946                                          |                                               | 992                                           | 992                                           |
| 1950 | 1950                                          |                                               | 929                                           | 929                                           |
| 1956 | 1956                                          |                                               | 892                                           | 892                                           |
| 1961 | 1961                                          |                                               | 888                                           | 888                                           |
| 1967 | 1967                                          |                                               | 1.016                                         | 1.016                                         |
| 1970 | 1970                                          |                                               | 979                                           | 979                                           |
| 1980 | 1980                                          |                                               | ?                                             | ?                                             |
| 1990 | 1990                                          |                                               | ?                                             | ?                                             |
| 2005 | 2005                                          |                                               | 1.267                                         | 1.267                                         |
| 2011 | 2011                                          |                                               | 1.290                                         | 1.290                                         |
| Datenquelle: Historisches Gemeindeverzeichnis für Hessen: Die Bevölkerung der Gemeinden 1834 bis 1967. Wiesbaden: Hessisches Statistisches Landesamt, 1968. Weitere Quellen: LAGIS; Gemeinde Grasellenbach; Zensus 2011 |                                               |                                               |                                               |                                               |

### Religionszugehörigkeit
| • 1829: | 45 lutherische (= 6,32 %), 533 reformierte (= 74,68 %) und 134 katholische (= 18,83 %) Einwohner |
| • 1961: | 641 evangelische (= 72,18 %), 232 katholische (= 26,13 %) Einwohner                              |

## Wappen
Blasonierung: „Im neunmal von Rot und Silber geteilten Schild ein schwarzes Herzschild mit dem goldenen Pfälzer Löwen.“
Das Wappen wurde der Gemeinde Hammelbach 1925 ministeriell genehmigt.
Gestaltet wurde es durch den Heraldiker Georg Massoth.
In alten Siegeln des Ortes ist lediglich der Pfälzer Löwe zu sehen, da Hammelbach früher zur Kurpfalz gehörte. Für das Ortswappen wurde dieser mit den Streifen des Hessischen Löwen kombiniert, um die neue Zugehörigkeit zu Hessen zu zeigen.

## Kultur und Sehenswürdigkeiten

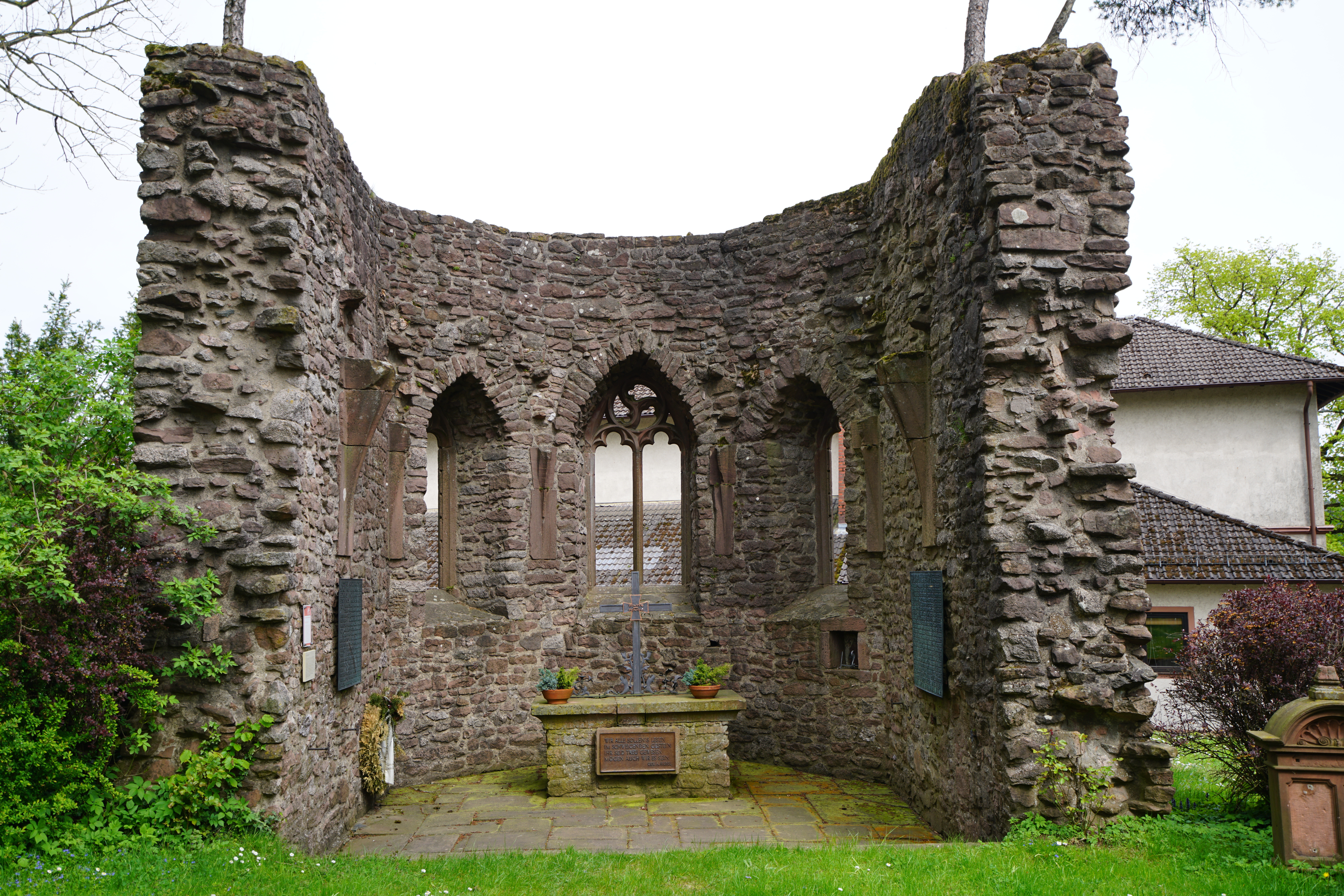
Hammelbacher gotische Kapellenruine

Sehenswert sind die gotische Kapellenruine aus dem 14. Jahrhundert auf dem Friedhof und das historische Backhaus.
Traditionelle Feste sind zum einen die Kirchweih, die auch Kerwe genannt wird und jeweils am 4. Wochenende im September stattfindet, zum anderen ein Straßenfest in der Schulstraße, das an Fronleichnam gefeiert wird.
An Vereinen gibt es in Hammelbach einen Sportverein, einen Motorsportverein und eine Ortsgruppe des Odenwaldklubs.
Des Weiteren gibt es in Hammelbach ein Motorradmuseum des deutschland- und weltweit bekannten Motorradimporteurs Zweirad-Röth, ein DDR-Museum, ein Museum für alte Läden und Reklame sowie ein Modelleisenbahnmuseum.

## Wirtschaft und Infrastruktur
An Infrastruktur findet sich in Hammelbach ein Freibad, ein Campingplatz, sowie eine Bäckerei, einen Frisör sowie mehrere Gaststätten. Weiterhin hat Hammelbach eine evangelische sowie eine katholische Kirche und einen Kindergarten.
Verkehr
Für den Straßenverkehr ist Hammelbach durch die Landesstraße L 3346 erschlossen, die in Nord-Süd-Richtung verläuft und bei Weschnitz von der Bundesstraße 460, der Siegfriedstraße nach Süden abzweigt und bei Wahlen in die L 3105 einmündet.

## Söhne und Töchter der Gemeinde
- Gustav Baur (1816–1889), evangelischer Theologe